# Палусские луга

Палу́сские луга́ (англ. Palouse grasslands) — континентальный экологический регион лугов, саванн и редколесий, выделяемый Всемирным фондом дикой природы.

## Расположение
Палусская прерия находится на севере Орегона, в штате Вашингтон, на западе Айдахо и в низовьях долин на крайнем юге Британской Колумбии. Эта прерия уничтожена человеком более чем на 99 %. Первоначальная растительность в основном была представлена колосистым пыреем, айдахским ржаным костром, гигантским элимом, смитовым пыреем, видами
Poa scabrella, Koeleria cristata, Elymus sitanion и Stipa comata. В настоящее время это растительное сообщество заменено зерновыми культурами или уступает привезённым видам, таким как костёр кровельный.